# Traktat Philinosa
Traktat Philinosa – jeden z trzech traktatów podpisanych pomiędzy Kartaginą a Rzymem. Zostały w nim potwierdzone klauzury traktatu z 507 r. p.n.e., gdzie Kartagina zobowiązała się nie atakować latyńskich sprzymierzeńców Rzymu.
Traktat Philinosa został podpisany w 306 r. p.n.e. Prócz umów z 507 r. p.n.e. dołączono do niego zapis, w którym Rzymianie zobowiązywali się do zaprzestania prowadzenia handlu oraz zakładania nowych miast na terenie Hiszpanii, Afryki oraz Sardynii. Zawarty traktat potwierdzał przyjaźń pomiędzy Kartagińczykami a Rzymianami.